# 千年隼号
千年鷹号（经常简称为）是《星球大战》系列作品中一艘虚构的宇宙飞船，它的主要驾驶员是走私犯兼船长韩·索罗（哈里森·福特飾演）和他的副驾驶员丘巴卡（彼得·馬修飾演）。在电影设定中，千年鷹是一艘经过韩·索罗大幅改装的型货船，其特性能够很好地服务于韩的走私业务。千年鷹是星战电影及其他形式文艺作品中出场次数最频繁的飞船之一，除了在经典三部曲中具有举足轻重的地位外，它还在前传三部曲中的《星球大战三部曲：西斯大帝的復仇》中客串出场，而在星战为数众多的小说及游戏等作品中也处处可见它的行踪。英国广播公司在一篇新闻稿中评论道，按道理说千年鷹号可以算是这个宇宙中最著名的宇宙飞船了。

## 起源和设计
根据星战产业的缔造者乔治·卢卡斯介绍，最初创造千年鷹的灵感来源于一个汉堡包的外形，而驾驶舱仿如置于汉堡包旁的一个橄榄。在原先的设计中千年鷹具有更长的外形，但由于这个设计恰好和英国的科幻电视剧《太空：1999》中的飞船有过分相似之处，卢卡斯最终决定放弃这个设计方案。而原先制作好的模型经过改造并重新规划尺寸后被用在了莉亚公主的飞船坦特维四号上。
在《星球大战五部曲：帝国大反擊》的拍摄中，剧组人员在西威尔士的彭布罗克市的一个机库里制作了千年鷹的原尺寸模型。这个模型直径超过23米，重达23吨，利用压缩空气气垫装置可以在其位置周围漂浮在十六分之一英尺（约1.6毫米）的高度。不过这个庞然大物在三年后的《星球大战六部曲：绝地大反攻》中拍摄的所有镜头最后都被剪掉，这主要包括影片中赫特族泽巴的驳船爆炸后千年鷹出现在塔图因沙海中的一些镜头。而在这部电影中出现千年鷹的其他镜头都来自背景彩绘（matte painting）和另外制作的小尺寸模型。也大约是在同一时间那个千年鷹的原尺寸模型被丢弃。

## 描述
千年鷹是韩·索罗通过赌博从他的好友藍道·卡瑞森那里赢得的。在《星球大战IV：新希望》中欧比旺·克诺比和卢克·天行者搭乘了千年鷹，在韩和丘巴卡的带领下运载着C-3PO和R2-D2以及盗取的帝国死星计划图纸准备前往奧德兰。卢克第一次见到千年鷹时惊呼其外观“真是一块废物！”，然而韩却声称说千年鷹“可以达到零点五倍超空间。她可能是其貌不扬，但她在关键时刻从未掉过链子，小子。我亲自给她做过很多改装。”其后千年鷹被死星截获，千年鷹的船员们都躲到为走私而专门设计的地板下的一个秘密隔间内。在叛军攻击死星的关键时刻，韩驾驶千年鷹突然出现在达斯·维达的钛战机上空并使其偏离航道，从而帮助卢克成功击中死星主反应堆。
千年鷹在续作《星球大战V：帝国反击战》中出场贯穿始终，而千年鷹本身的“废物”特质造成她故障频频（主要为超空间引擎无法启动），在这一部电影中不停地给韩制造麻烦。韩和莉亚等人为了躲避帝国暴风军的追击，在无法启动超空间引擎的情况下飞入小行星带。其后一行人自以为摆脱了帝国的追捕（实则被帝国雇佣的赏金猎人保巴·菲特跟踪），飞向贝斯平的云城寻找旧友藍道·卡瑞森的帮助。尽管最后韩被前来的达斯·维达抓住并被冻在结晶碳中，藍道和莉亚等人得以成功营救了前来帮助的卢克，并依靠重新開啟已被帝国軍所關閉的超空间引擎驾驶千年鷹逃离贝斯平。
在后来的《星球大战VI：绝地归来》中，在叛军与帝国决战的高潮阶段，藍道驾驶千年鷹领导战斗机小队摧毁了第二死星。
千年鷹最常经过的一条航线是卡塞尔线，这是一条走私犯常用的从卡塞尔星出发途径黑洞星团的走私航线。韩在夸耀千年鷹的能力时曾说：

韩：快船？难道你从未听说过千年鷹？

欧比旺：为什么就应该听说过呢？

韩：她只需要飞12秒差距就可以走完卡塞尔线！

这里他是指千年鷹在飞行过程中可以比一般的飞船更接近黑洞星团，从而大幅缩短航程。在《星球大战IV：新希望》出版的DVD的评论音轨中卢卡斯解释说，在星战的世界中超空间飞行需要经过仔细的导航，以避免途径恒星、行星及小行星带等障碍物。由于较长航程的航线往往不可能是一条直线，一般意义上的最快航程也就是尽可能避开障碍的最短航程。科幻作家在星战小说《韩·索罗三部曲之反抗的黎明》中详细描述了韩·索罗引以得意的12秒差距卡塞尔线。

## 文化影响
电视剧作家乔斯·惠登称千年鷹是他创作短篇科幻电视剧《萤火虫》的两大灵感之一。具有千年鷹特别的外形的飞船在《星际旅行VIII：第一类接触》（也是由工业光魔制作特效）、《银翼杀手》、《星河战队》以及《星球大战》的恶搞作品《Spaceball》中都有出现，而千年鷹本身在《辛普森一家》、《厄夜怪客》OVA、《阿特米斯奇幻历险》之《永恒的密码》都有提及。在电视剧《迷失》第四季的《回家的感觉真好》一集中，可以看到一个千年鷹的模型玩具。
有很多玩具模型都以千年鷹作为题材，其中还包括一个变形金刚的版本。乐高发行的一款千年鷹模型由超过5000块积木构成，是当时发行时最大的乐高模型，此外发行过千年鷹玩具的还有、孩之宝和等公司。